# 小鱗半齒脂鯉
小鱗半齒脂鯉，為輻鰭魚綱脂鯉目脂鯉亞目半齒脂鯉科的其一種，分布於南美洲马代拉河、托坎廷斯河及奧里諾科河流域，體長可達23.9公分，棲息在底中層水域，生活習性不明，可做為食用魚。